# Kodeks 0251
Kodeks 0251 (Gregory-Aland no. 0251) – grecki kodeks uncjalny Nowego Testamentu na pergaminie, datowany metodą paleograficzną na VI wiek. Przechowywany jest w Luwrze. Tekst rękopisu jest wykorzystywany we współczesnych wydaniach greckiego Nowego Testamentu.

## Opis
Do XX wieku zachowała się 1 pergaminowa karta rękopisu, z greckim tekstem 3. Listu Jana (12-15) i Listu Judy (3-5). Oryginalna karta kodeksu miała rozmiar 24 na 22 cm. Tekst jest pisany jedną kolumną na stronę, 20 linijkami w kolumnie.

## Tekst
Tekst rękopisu reprezentuje mieszaną tradycję tekstualną, z dużą ilością elementu bizantyjskiego. Kurt Aland zaklasyfikował tekst rękopisu do kategorii III.
W Judy 4 przekazuje wariant χαριν (łaskę), jak mają rękopisy bizantyjskie. Rękopisy aleksandryjskie przekazują wariant χαριτα (łaskę). Wariant ma gramatyczne znaczenie. 

## Historia
INTF datuje rękopis na VI wiek .
Na listę greckich rękopisów Nowego Testamentu wciągnął go Kurt Aland, oznaczając go przy pomocy siglum 0251. Został uwzględniony w II wydaniu Kurzgefasste. Rękopis jest wykorzystywany w krytycznych wydaniach greckiego Nowego Testamentu (od 27 wydania Nestle-Alanda). Nie został wykorzystany w 3 wydaniu Nowego Testamentu UBS, ponieważ wydanie to kończyło się na kodeksie 0250, został natomiast wykorzystany w IV wydaniu.
Rękopis jest przechowywany w Muzeum Luwru (S.N. 121) w Paryżu .